# Gordon Bajnai
Gordon Bajnai (nacido el 5 de marzo de 1968) es un político húngaro que ocupó el cargo de primer ministro de Hungría.
Bajnai nació en la ciudad húngara de Szeged. A diferencia de muchos de los futuros dirigentes del país Bajnai no fue un líder de la Liga Juvenil Comunista Húngara (KISZ por sus siglas en húngaro, organización juvenil oficialista durante el régimen comunista) mientras estudiaba en la universidad a finales de los años 80; aunque si participó en algunas acciones de política estudiantil reivindicando mejoras para los estudiantes. 
Se graduó en 1991 en el Departamento de Relaciones Internacionales de la entonces Universidad de Ciencias Económicas de Budapest (actual Universidad Corvinus de Budapest, una institución educativa universitaria especializada en administración pública, economía, administración empresarial y agricultura).
Luego de obtener su maestría trabajó en la firma Creditum Financial Consulting Ltd donde también trabajaba Ferenc Gyurcsány, futuro primer ministro y amigo y mentor de Bajnai.
En 1993 Bajnai entró a trabajar en el Banco Europeo para la Reconstrucción y el Desarrollo, en su sede de Londres. Más tarde también trabajó en el Eurocorp International Finance Ltd, de nuevo bajo la dirección de Ferenc Gyurcsány.
Entre 1995 y el 2000 Bajnai trabajó en la renombrada sociedad de valores húngara CA IB Securities Co. donde ocupó sucesivamente los cargos de director encargado de gestionar la capitalización en bolsa de las compañías clientes, vicedirector ejecutivo y, finalmente, director de la división de finanzas corporativas y mercados de capital de inversión (en el mismo momento en que András Simor, actualmente jefe del Banco Nacional de Hungría, era el presidente de la empresa). Por ello Bajnai estuvo involucrado en la introducción en la Bolsa de Valores de varias grandes empresas. Simultáneamente, se desempeñó en el comité de inversiones del Fondo de Capital Riesgo Equinox y en la dirección de la cadena Danubius Radio.
Entre 2000 y el 2005 fue director general de Wallis Carr., una empresa estrechamente vinculada con el Partido Socialista Húngaro. Durante el mismo período fue miembro del Consejo de Administración en Graboplast (2001 y 2005) y Raba (2003 y 2005), dos empresas de la ciudad de Győr.
En 2005 Bajnai fue nombrado por el gobierno socialista presidente de la empresa estatal encargada de la gestión del Aeropuerto de Budapest-Ferihegy por un breve período de unos meses mientras se culminaba el proceso de privatización de ese aeropuerto. En ese mismo año Bajnai fue miembro del comité de supervisión de la empresa Zwack.
A comienzos del 2006 fue nombrado vicepresidente ejecutivo del Grupo Wallis.

## Carrera política
El 1 de julio del 2006 Bajnai fue nombrado jefe de la Agencia de Desarrollo Nacional por el primer ministro Ferenc Gyurcsány, con el título oficial de comisionado del Gobierno para la Política de Desarrollo; se trataba de su primer cargo en el gobierno luego de su exitosa carrera empresarial. La Agencia de Desarrollo Nacional (NFU por sus siglas en húngaro) fue el organismo que centralizó las inversiones públicas financiadas con los fondos estructurales de la Unión Europea. 
Justo un año después, el 1 de julio del 2007, Bajnai reemplazó a Mónika Lamperth, como Ministro de Administración Local y Desarrollo Regional (un ministerio encargado de los temas relacionados con los gobiernos locales o municipales, y del desarrollo regional). El 1 de mayo del 2008 fue nombrado para el recién creado cargo de Ministro de Desarrollo Nacional y Economía. 
En marzo del 2009 Gyurcsány anunció que dejaría el cargo de primer ministro a un político con más apoyo de los partidos del Parlamento. Pero el Partido Socialista Húngaro de Gyurcsány no lograba ponerse de acuerdo con su socio de gobierno, la Alianza de los Demócratas Libres-Partido Liberal Húngaro, para nombrar al nuevo primer ministro; ya que la Alianza de los Demócratas Libres se oponía a la mayoría de los candidatos para el cargo propuestos por los socialistas húngaros.
Hasta que el 30 de marzo del 2009 el Partido Socialista y la Alianza de los Demócratas Libres se pusieron de acuerdo para nombrar a Gordon Bajnai nuevo primer ministro.
El 14 de abril del 2009 los dos partidos presentaron en la Asamblea Nacional de Hungría una moción de censura constructiva para reemplazar a Gyurcsány con Bajnai; la moción fue aprobada por 204 diputados contra 8 abstenciones y ningún voto en contra (la oposición no participó en la votación parlamentaria) y así Bajnai fue elegido primer ministro. De esta manera los partidos en el poder evitaban adelantar las elecciones generales.
Bajnai es independiente, no pertenece oficialmente a ningún partido político. Se le considera un tecnócrata, y esa fue una de las razones de su elección; se espera que encabeze un gobierno más técnico que político que debe luchar contra la grave crisis económica y gestionar al país hasta las próximas elecciones parlamentarias.
El 29 de mayo de 2010 dejó el cargo al ganador de las elecciones, Viktor Orbán.